# باولو مودونيو
باولو مودونيو (بالإيطالية: Paolo Modugno)‏ (و. 1940  م) هو مخرج أفلام، وكاتب سيناريو، وممثل مسرحي، وممثل أفلام إيطالي، ولد في روما.

## وصلات خارجية
- باولو مودونيو على موقع IMDb (الإنجليزية)
- باولو مودونيو على موقع ألو سيني (الفرنسية)
- باولو مودونيو على موقع أول موفي (الإنجليزية)
- باولو مودونيو على موقع قاعدة بيانات الفيلم (الإنجليزية)
- باولو مودونيو على موقع كينوبويسك (الروسية)